# Heodes constricta
Heodes constricta är en fjärilsart som beskrevs av Schultze 1900. Heodes constricta ingår i släktet Heodes och familjen juvelvingar. Inga underarter finns listade i Catalogue of Life.